# 소택 (전한)
소택(召澤, ? ~ 기원전 125년) 또는 소궤(召潰)는 전한 중기의 제후로, 제상 소평의 손자이다.

## 생애
문제 후5년(기원전 159년), 아버지 소노의 뒤를 이어 여후(黎侯)에 봉해졌다.
여후 택 35년(기원전 125년)에 죽었고, 아들 소연이 작위를 이었다.

## 출전
- 사마천, 《사기》
  - 권19 혜경간후자연표
- 반고, 《한서》
  - 권16 고혜고후문공신표